# Pema Lingpa

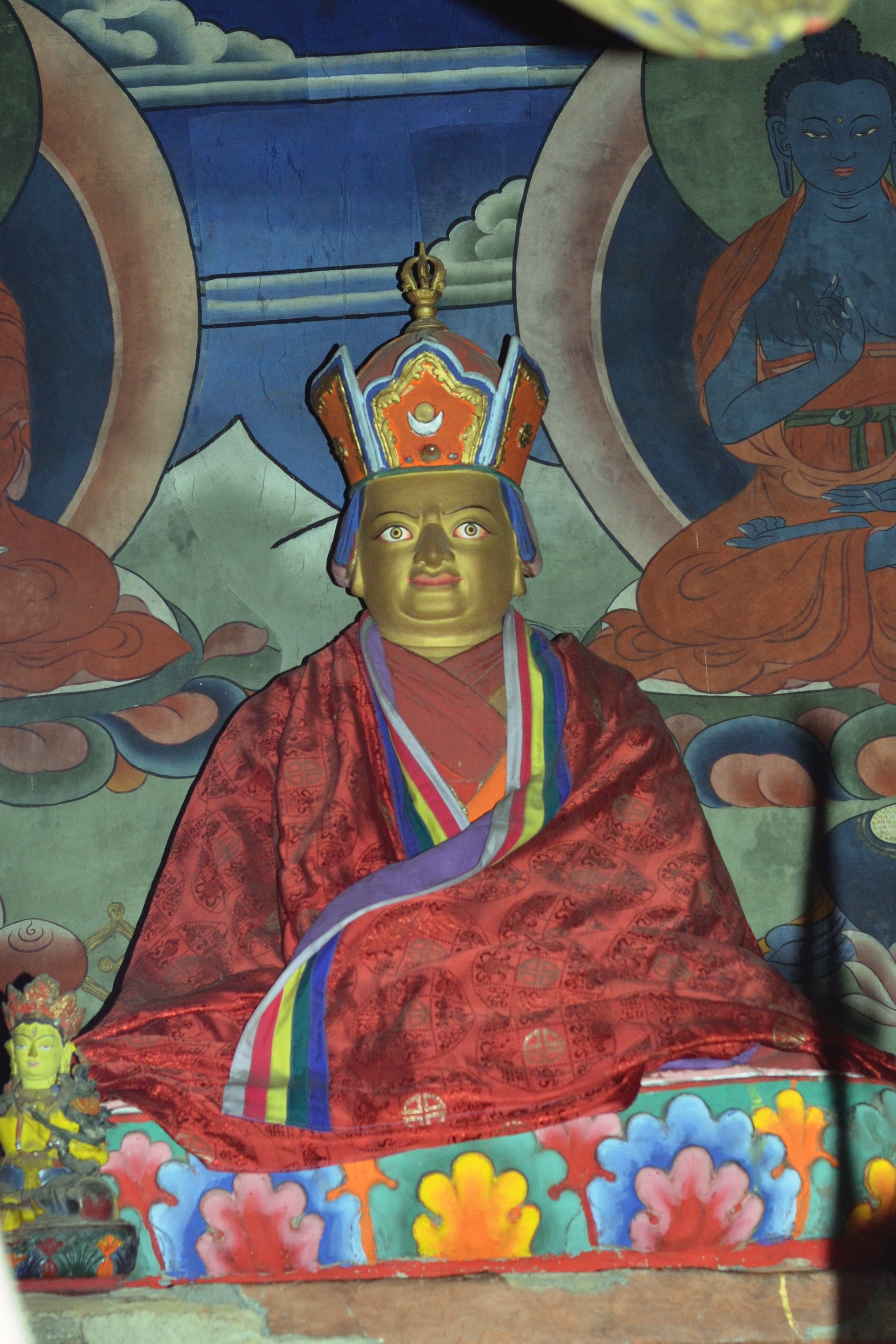
Posążek w świątyni Tsakaling przedstawiający Pema Lingpę

Pema Lingpa (tyb.: པདྨ་གླིང་པ་, Wylie: padma gling pa; 1450–1521) – czwarty z pięciu „królów tertonów” oraz wielki odnowiciel dzogczen przekazu Padmasambhawy. Pema Lingpa utworzył w pełni bhutańską odmianę tradycji ningma znaną dziś pod nazwą Peling (Wylie: Pad gling).

## Życiorys
Pema Lingpa urodził się w 1450 r. w Dolinie Chökor w Bumthangu w Bhutanie w rodzinie duchownego ningma Niöton Döndrub Sangpo z klanu Niö (Wylie: smyos rabs). Wychowywał się z dala od monastycznych ośrodków edukacyjnych odwiedzając jedynie pobliskie klasztory Mani Gompa i Rimocze, choć posiadł podstawowe wykształcenie. Jednak zgodnie z tradycyjnymi bhutańskimi biografiami już od młodości miał mistyczne kontakty z buddyjskimi mistrzami, dakiniami i strażnikami, którzy napominali go do odnajdowania „buddyjskich skarbów” – term. Swoją pierwszą termę powiada się, że odkrył pod wpływem wizyjnego spotkania z „mnichem w obdartych szatach”, który wręczył mu zwój z przepowiednią termiczną (Wylie: kha byang). W przepowiedni tej było dokładnie opisane, gdzie i jak odkryje termę, co Pema Lingpa zrobił w obecności okolicznej ludności w urwisku rzeki Tang River. Dzierżąc płonącą świecę wszedł on do głębin rzeki i wyszedł z nich ze szkatułką tekstów i relikwii wraz z tą niegasnącą nadal świecą. Zdobyło to powszechne uznanie ludności. Kiedy kolejne termy Pema Lingpy stawały się coraz bardziej rozpowszechnione, również na obszarach Tybetu, powstawało coraz więcej obaw o ich autentyczność. Działo się to do czasu, aż ówcześnie najbardziej wpływowy lama Tybetu, VII Karmapa Czodrak Gjamco (1454–1506), sam przyjął inicjacje w cykl term Pema Lingpy. Stulecie po tym, bardzo znanym ze względu również na swój urząd, praktykującym te termy został sam Dalajlama Ngałang Losang Gjaco (Wylie. ngag-dbang blo-bzang rgya-mtsho; 1617–1682), zwany Wielkim. Ponadto w jednej z najbardziej znanych tybetańskich instytucji dzogczen, Mindrolling (Wylie: smin grol gling), początkowo praktykowano dzogczen według termy Pema Lingpy „Dzogczen – Suma Intencji Samantabhadry” (Wylie: rdzogs chen kun bzang dgongs ’dus), zanim kluczowymi stały się tam rodzime termy tertona Terdak Lingpa (Wylie: gter bdag gling pa; 1646 – 1714). Pema Lingpa nauczał szeroko w regionach Bhutanu i Tybetu przyczyniając się do rozkwitu buddyzmu tybetańskiego.

## Tradycja Pema Lingpy
Tradycja Pema Lingpy oraz tradycja Ngawang Namgyal są głównymi bhutańskimi odmianami buddyzmu tybetańskiego przyczyniając się w stanowieniu tożsamości kulturowej i państwowości tego kraju. Terton Pema Lingpa był odkrywcą ponad trzydziestu różnego rodzaju term, które zawierają wszystkie trzy kategorie term przekazu ningma – kategorię sadhan guru, kategorię dzogczen i kategorię sadhan Awalokiteśwary. Te trzy kategorie term odkryć mogą tylko tzw. „Królowie Tertonów”. Najważniejszymi termami są odpowiednio Guru. Nieprzewyższony Ocean Klejnotów (Wylie: Bla ma nor bu rgya mtsho), Dzogczen – Suma Intencji Samantabhadry (Wylie: Rdzogs chen kun bzang dgongs ’dus) oraz Wielki Współczujący. Lampa Oświetlająca Ciemności (Wylie: Thugs rje chen po mun sel sgron me). Owa terma z kategorii dzogczen, która zawiera kompletny przekaz Kandro Nintik, została odkryta przez niego dwukrotnie: w murze klasztoru Tharpaling (Wylie: thar pa gling) założonego w Bhutanie przez Longczenpę (1308-1364), oraz w kamieniu stupy z miejsca Samje Cimpu (Wylie: bsam yas 'chims phu), obok tybetańskiego klasztoru Samje, najstarszego klasztoru tybetańskiego wybudowanego w latach 775–779 r. n.e. przez króla Trisong Decena (Wylie: khri srong lde btsan; 755-797). Przekazy Kandro Nintik (Wylie: mkha gro snying thig) są możliwe do rozpoznania przez tertonów związanych z postacią księżniczki Pemasel (Wylie: lha lcam padma gsal), która była córką tybetańskiego króla Trisong Decena. Ostatnimi bezpośrednimi reinkarnacjami Pemasel byli kolejno Longczenpa (Wylie: klong chen rab 'byams pa; 1308-1364) i właśnie Pema Lingpa.

### Zbiór term Pema Lingpy
Zbiór term Pema Lingpy (Wylie: Pad gling gter chos) składa się z następujących woluminów:
- Wolumin 1–2: Guru. Nieprzewyższony Ocean Klejnotów (Wylie: Bla ma nor bu rgya mtsho)
- Wolumin 3: Cykle Gniewnego Guru. Wielki, Pośredni i Mniejszy (Wylie: Drag po che ’bring chung gsum): Wielki Czerwony Gniewny Guru (Wylie: Bla ma drag po dmar chen me lce phreng ba), Gniewny Guru Pogromca Istot (Wylie: Bla ma drag po ’gro ba kun ’dul), Wielkie Tornado Ogni (Wylie: Drag po me rlung ’khyil pa)
- Wolumin 4: Dzogczen. Suma Intencji Samantabhadry (Wylie: Rdzogs chen kun bzang dgongs ’dus) (Część pierwsza)
- Wolumin 5: Kwintesencja Misteriów Klarownej Przestrzeni (Wylie: Klong gsal gsang ba snying bcud) (Część pierwsza)
- Wolumin 6: Najbardziej Sekretna Esencja Tantry Małego Dziecka (Wylie: Snying tig yang gsang rgyud bu chung ba)
- Wolumin 7: Wielki Współczujący. Lampa Oświetlająca Ciemności (Wylie: Thugs rje chen po mun sel sgron me)
- Wolumin 8: Różaniec Wadżr. Instrukcje Długowieczności (Wylie: Tshe khrid rdo rje’i phreng ba)
- Wolumin 9: Wadżrapani. Pogromca Potężnych (Wylie: Phyag rdor dregs pa kun ’dul); Eliksir Sadhany Medycyny (Wylie: Bdud rtsi sman sgrub)
- Wolumin 10: Najbardziej Sekretnych Osiem Przekazanych Regół. Zwierciadło Umysłu (Wylie: Bka’ brgyad yang sang thugs kyi me long)
- Wolumin 11: Strażnik Maning (Wylie: Mgon po ma ning); Trzy Czarne Cykle (Wylie: Nag po skor gsum): Czarny Jamantaka (Wylie: Gshin rje kha thun nag po), Czarna Macioro-głowia (Wylie: Phra men phag sha nag po), Czarny Heretyk Maheśvara (Wylie: Mu stegs gu lang nag po)
- Wolumin 12: Instrukcje Długowieczności. Wdrożenie Klejnotów Na ścieżkę (Wylie: she khrid nor bu lam khyer); Czerwony Hajagriwa. Pogromca Potężnych (Wylie: Rta mgrin dmar po dregs pa zil gnon); Żelazno-włosy Czarny Hajagriwa (Wylie: Rta mgrin nag po lcags ral can)
- Wolumin 13: Zbiór Pism Pema Lingpy. Samospełniająca Terma Skarbów (Wylie: ’bum yid bzhin gter mdzod)
- Wolumin 14: Biografie Pema Lingpy [włącznie z jego inkarnacjami] (Wylie: Pad gling gi rnam thar)
- Wolumin 15: Dzogczen. Suma Intencji Samantabhadry (Wylie: Rdzogs chen kun bzang dgongs ’dus) (Część druga)
- Wolumin 16: Phurba. Najbardziej Sekretna Życiowa Brzytwa (Wylie: Phur ba yang gsang srog gi spu gri)
- Wolumin 17: Kwintesencja Misteriów Klarownej Przestrzeni (Wylie: Klong gsal gsang ba snying bcud) (Część druga)
- Wolumin 18: Cykle liturgiczne Dudzioma Rinpoczego (Wylie: ’Don cha’i skor bdud ’jom sogs gsung)
- Wolumin 19: Rytualne Przygotowania Do Inicjacji (Wylie: Dbang gyi mtshams skor)
- Wolumin 20: Załącznik Do Nieprzewyższonego Oceanu Klejnotów (Wylie: Bla ma nor bu rgya mtsho’i kha skong)
- Wolumin 21: Biografia Padmasambhawy. Historia Nauk Buddy (Wylie: Orgyan padma 'byung gnas kyi 'khrung rabs sangs ryas bstan pa’i chos byung)

## Historyczni dzierżawcy przekazu Pema Lingpy
Zgodnie z wielowiekową bhutańską tradycją linia przekazu Pema Lingpy kontynuowana jest do czasów obecnych przez trzy linie przekazu reinkarnujących się tulku (Wylie. sprul sku) nauk dzogczen, mianowicie Sungtrul Rinpocze, Tukse Rinpocze i Gangteng Tulku Rinpocze. Poniżej znajduje się pełna ich lista w języku angielskim i tybetańskim.

### Sungtrul Rinpocze

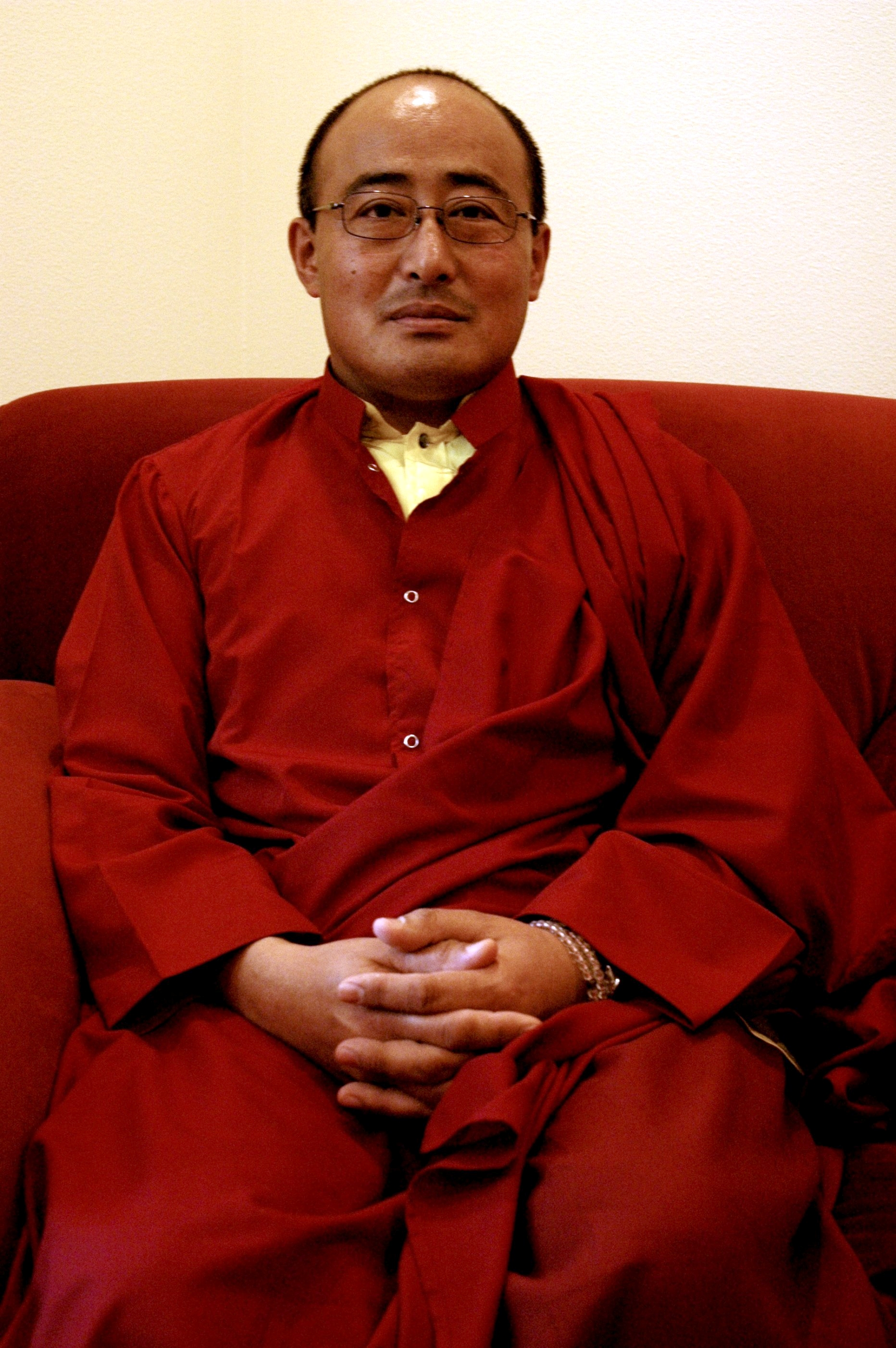
Sungtrul Rinpoche

- Tenzin Drakpa བསྟན་འཛིན་གྲགས་པ (1536-1597)
- Kunkhyen Tsultim Dorje ཀུན་མཁྱེན་ཚུལ་ཁྲིམས་རྡོ་རྗེ (1680-1723)
- Dorje Mikyō-tsal རྡོ་རྗེ་མི་སྐྱོད་རྩལ; Ngawang Kunzang Rolpai Dorje ངག་དབང་ཀུན་བཟང་རོལ་པའི་རྡོ་རྗེ (1725-1762)
- Kunzang Tsewang ཀུན་བཟང་ཚེ་དབང;' Tenzin Drubchog Dorje བསྟན་འཛིན་གྲུབ་མཆོག་རྡོ་རྗེ (1763-1817)
- Kunzang Tenpai Gyaltsen ཀུན་བཟང་བསྟན་པའི་རྒྱལ་མཚན (1819-1842)
- Pema Tenzin པདྨ་བསྟན་འཛིན; Kunzang Ngawang Chokyi Lodro ཀུན་བཟང་ངག་དབང་ཆོས་ཀྱི་བློ་གྲོས ()
- Kunzang Dechen Dorje ཀུན་བཟང་བདེ་ཆེན་རྡོ་རྗེ
- Tenzin Chōki Gyaltsen བསྟན་འཛིན་ཆོས་ཀྱི་རྒྱལ་མཚན (1843-1891)
- Pema Ōsal Gyurme Dorje པདྨ་འོད་གསལ་འགྱུར་མེད་རྡོ་རྗེ (1930-1955)
- Kunzang Pema Rinchen Namgyal ཀུན་བཟང་པདྨ་རིན་ཆེན་རྣམ་རྒྱལ (ur. 1968) ~obecny Peling Sungtrul Rinpocze

### Tukse Rinpocze
- Tukse Dawa Gyaltsen ཐུགས་སྲས་ཟླ་བ་རྒྱལ་མཚན (ur. 1499) – syn Pema Lingpy
- Nyida Gyaltsen ཉི་ཟླ་རྒྱལ་མཚན
- Nyida Longyang ཉི་ཟླ་རྒྱལ་མཚན
- Tenzin Gyurme Dorje བསྟན་འཛིན་འགྱུར་མེད་རྡོ་རྗེ (1641-ok. 1702)
- Gyurme Chogdrub Palzang འགྱུར་མེད་མཆོག་གྲུབ་དཔལ་འབར་བཟང་པོ (ok. 1708-1750)
- Tenzin Chokyi Nyima བསཏན་འཛིན་ཆོས་ཀྱི་ཉི་མ (ok. 1752-1775)
- Kunzang Gyurme Dorje Lungrig Chokyi Gocha ཀུན་བཟང་འགྱུར་མེད་རྡོ་རྗེ་ལུང་རིགས་ཆོས་ཀྱི་གོ་ཆ (ok. 1780-ok. 1825)
- Kunzang Zilnon Zhadpa-tsal ཀུན་བཟང་ཟིལ་གནོན་བཞད་པ་རྩལ
- Thubten Palwar ཐུབ་བསྟན་དཔལ་འབར (1906-1939)
- Tegchog Tenpa’i Gyaltsen ཐེག་མཆོག་བསྟན་པའི་རྒྱལ་མཚན (1951-piątek 16 kwietnia 2011) Tukse Rinpocze

### Gangteng Tulku Rinpocze

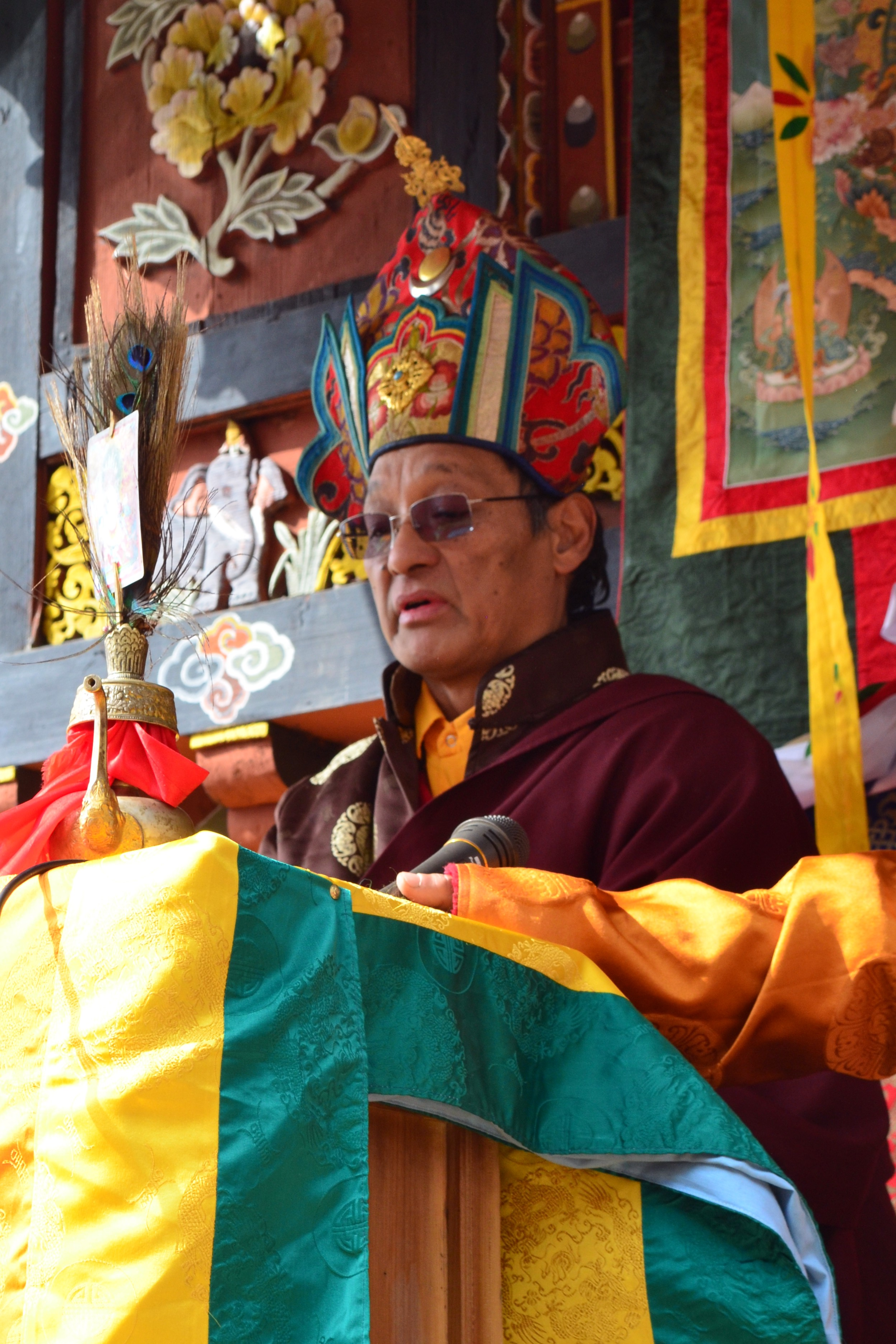
Gangteng Tulku Rinpocze Rikdzin Künsang Pema Namgjal

- Gyalse Pema Tinley རྒྱལ་སྲས་པདྨ་འཕྲིན་ལས (1564-1642)
- Tenzin Lekpai Dondrup བསཏན་འཛིན་ལེགས་པའི་དོན་གྲུབ (1645-1726)
- Tinley Namgyal འཕྲིན་ལས་རྣམ་རྒྱལ; Kunzang Pema Namgyal  (zm. ok. 1750)
- Tenzin Sizhi Namgyal བསྟན་འཛིན་སྲིད་ཞི་རྣམ་རྒྱལ (1761?-1796)
- Orgyen Geleg Namgyal ཨོ་རྒྱན་དགེ་ལེགས་རྣམ་རྒྱལ (zm. 1842?)
- Orgyen Tenpai Nyima ཨོ་རྒྱན་བསྟན་པའི་ཉི་མ (1873-1900?)
- Orgyen Tenpai Nyinjed ཨོ་རྒྱན་བསྟན་པའི་ཉིན་བྱེད
- Orgyen Thinley Dorje ཨོ་རྒྱན་འཕྲིན་ལས་རྡོ་རྗེ
- Gangteng Tulku Rinpocze Rikdzin Künsang Pema Namgjal རིག་འཛིན་ཀུན་བཟང་པདྨ་རྣམ་རྒྱལ (ur. 1955) ~ obecny Gangteng Tulku Rinpocze